# Dumpu
Dumpu (auch Watifa oder Watiwa) ist eine Sprache, die in der Provinz Madang in Papua-Neuguinea am Flusslauf des Ramu gesprochen wird. Innerhalb der Sprechergemeinde wird das Dumpu überwiegend als Geheimsprache verwendet, im Kontakt mit anderen Menschen wird die Verkehrssprache Tok Pisin gesprochen, weswegen die Sprache als gefährdet angesehen wird.
Das Dumpu verwendet die Satzstellung SOV. Es unterscheidet zwischen Singular, Dual und Plural.

## Belege
- Endangered languages listing: DUMPU (WATIWA) [wtf] (PDF; 17 kB)